# Gårdvedaån
Gårdvedaån är en å, som rinner upp i de sydöstliga delarna av Jönköpings län och de nordöstliga delarna av Kronobergs län och mynnar ut i Emån omkring 3,5 km söder om Målilla i Kalmar län.
I övre loppet rinner Gårdvedaån genom Säljen  och Vigotten och Mellan dessa sjöar ligger Kullebo kvarn. Den nuvarande kvarnen byggdes, eller byggdes om, år 1867, och ombyggdes under 1920-talet.
Mellan Grytesjön och Bredegöl ligger Höghultström med ett elkraftverk från 1929. År 1923 byggdes en kvarnbyggnad, som ersatte en äldre. Kvarnen drevs av tre turbiner, fram till tidigt 1950-tal. Det fanns också tidigare en såg, som byggdes om på 1940-talet och drevs tillsammans med en snickerifabrik fram till 1960-talet. Höghults naturreservat gränsar mot Gårdvedaån vid denna åsträcka.
Åsträckan mellan Björnasjön och Hjortesjön, Småland kallas Björnån. Björneström och Mörtefors ligger vid denna åsträcka.
Mellan Hjortesjön och Virserumssjön ligger Hjortöström.
Åsträckan mellan Virserumssjön och sjön Garpen, med en fallhöjd av omkring 20 meter, kallas Virserumsån. Där löper ån omväxlande genom skogsmark och jordbruksmark. Längs Gårdvedaån, inklusive längs Virserumsån vid Hultarp, finns värdefulla strandskogar med klibbal och ek.
Nedströms Bysjön finns en kraftverksdamm och en kraftstation.

## Urval av sjöar utmed Gårdvedaån
- Åkragöl
- Säljen
- Vigotten
- Lillsjön
- Serarpasjön
- Dammen
- Nasan
- Krankegöl
- Grytesjön
- Bredegöl
- Gröna göl
- Lilla Granesjön
- Stora Granesjön
- Björnasjön
- Hjortesjön, Småland
- Virserumssjön